# Paul Schrader
Paul Schrader (Grand Rapids, Michigan, 1946. július 22. –) amerikai forgatókönyvíró, filmrendező és filmkritikus. Pályájának kezdetén Martin Scorsese forgatókönyvírójaként szerzett hírnevet (Taxisofőr, Dühöngő bika), majd érdeklődése egyre jobban a rendezés felé fordult.

## Filmjei
| Év   | Magyar cím                   | Eredeti cím                       | Feladatkör | Feladatkör        | Megjegyzések         |
| Év   | Magyar cím                   | Eredeti cím                       | Rendező    | Író               | Megjegyzések         |
| ---- | ---------------------------- | --------------------------------- | ---------- | ----------------- | -------------------- |
| 1974 | Jakuzák                      | The Yakuza                        | Nem        | Igen              |                      |
| 1976 | Taxisofőr                    | Taxi Driver                       | Nem        | Igen              |                      |
| 1976 | Megszállottság               | Obsession                         | Nem        | Igen              |                      |
| 1977 | Mennydörgés                  | Rolling Thunder                   | Nem        | Igen              |                      |
| 1978 | Jóbarátok                    | Blue Collar                       | Igen       | Igen              |                      |
| 1979 | Kőkemény pornóvilág          | Hardcore                          | Igen       | Igen              |                      |
| 1979 |                              | Old Boyfriends                    | Nem        | Igen              | vezető filmproducer  |
| 1980 | Amerikai dzsigoló            | American Gigolo                   | Igen       | Igen              |                      |
| 1980 | Dühöngő bika                 | Raging Bull                       | Nem        | Igen              |                      |
| 1982 | Párducemberek                | Cat People                        | Igen       | Nincs feltüntetve |                      |
| 1985 |                              | Mishima: A Life in Four Chapters  | Igen       | Igen              |                      |
| 1986 | A Moszkitó-part              | The Mosquito Coast                | Nem        | Igen              |                      |
| 1987 | Hajnalfény                   | Light of Day                      | Igen       | Igen              |                      |
| 1988 | Patty Hearst                 | Patty Hearst                      | Igen       | Nem               |                      |
| 1988 | Krisztus utolsó megkísértése | The Last Temptation of Christ     | Nem        | Igen              |                      |
| 1990 | Idegenek Velencében          | The Comfort of Strangers          | Igen       | Nem               |                      |
| 1992 | Könnyű altató                | Light Sleeper                     | Igen       | Igen              |                      |
| 1994 | Boszorkányüldözés            | Witch Hunt                        | Igen       | Nem               | tévéfilm             |
| 1995 |                              | New Blue                          | Igen       | Igen              | dokumentum-rövidfilm |
| 1996 | Minden gyanú felett          | City Hall                         | Nem        | Igen              |                      |
| 1997 |                              | Touch                             | Igen       | Igen              |                      |
| 1997 | Kisvárosi gyilkosság         | Affliction                        | Igen       | Igen              |                      |
| 1999 | Holtodiglan                  | Forever Mine                      | Igen       | Igen              |                      |
| 1999 | Holtak útja                  | Bringing Out the Dead             | Nem        | Igen              |                      |
| 2002 | A szexfüggő                  | Auto Focus                        | Igen       | Nem               |                      |
| 2005 | Ördögűző: Dominium           | Dominion: Prequel to the Exorcist | Igen       | Nem               |                      |
| 2007 | A kísérő                     | The Walker                        | Igen       | Igen              |                      |
| 2008 | Ádám feltámadása             | Adam Resurrected                  | Igen       | Nem               |                      |
| 2013 | Vétkek völgye                | The Canyons                       | Igen       | Nem               |                      |
| 2014 | A fény halála                | Dying of the Light                | Igen       | Igen              |                      |
| 2016 | Züllöttség                   | Dog Eat Dog                       | Igen       | Nem               |                      |
| 2017 | A hitehagyott                | First Reformed                    | Igen       | Igen              |                      |
| 2021 | Svindler                     | The Card Counter                  | Igen       | Igen              |                      |
| 2022 |                              | There Are No Saints               | Nem        | Igen              | vezető filmproducer  |
| 2022 | A főkertész                  | Master Gardener                   | Igen       | Igen              |                      |
| 2024 |                              | Oh, Canada                        | Igen       | Igen              |                      |

## Magyarul megjelent művei
- A transzcendentális stílus a filmben. Ozu, Bresson, Dreyer; ford. Kiss Marianne, Novák Zsófia; Francia Új Hullám, Bp., 2011 (Szerzőifilmes könyvtár)